# Унинское городское поселение
Унинское городское поселение — упразднённое муниципальное образование в составе Унинского района Кировской области России.
Центр — посёлок городского типа Уни.

## История
Унинское городское поселение образовано 1 января 2006 года согласно Закону Кировской области от 07.12.2004 № 284-ЗО.
Законом Кировской области от 27 июля 2007 года № 151-ЗО в состав поселения включены населённые пункты упразднённого Сурвайского сельского поселения.
К 2021 году упразднено в связи с преобразованием муниципального района в муниципальный округ.

## Население
| 2009  | 2010  | 2011  | 2012  | 2013  | 2014  | 2015  |
| ----- | ----- | ----- | ----- | ----- | ----- | ----- |
| 5049  | ↗5364 | ↘4587 | ↗5321 | ↘5194 | ↘5060 | ↘5018 |
| 2016  | 2017  | 2018  | 2019  | 2020  | 2021  |       |
| ↘4954 | ↘4831 | ↘4735 | ↘4601 | ↘4477 | ↘4045 |       |

## Состав городского поселения
| №  | Населённый пункт  | Тип населённого пункта      | Население |
| -- | ----------------- | --------------------------- | --------- |
| 1  | Алыповцы          | деревня                     | 114       |
| 2  | Большая Дуброва   | деревня                     | 98        |
| 3  | Борисовцы         | деревня                     | 0         |
| 4  | Ключи             | деревня                     | 91        |
| 5  | Малиновка         | деревня                     | 61        |
| 6  | Малые Уни         | деревня                     | 5         |
| 7  | Мыс               | деревня                     | 3         |
| 8  | Никулята          | деревня                     | 36        |
| 9  | Парон             | деревня                     | 0         |
| 10 | Русские Тимши     | деревня                     | 89        |
| 11 | Севастьяновцы     | деревня                     | 37        |
| 12 | Удмуртские Тимши  | деревня                     | 10        |
| 13 | Удмуртский Сурвай | деревня                     | 222       |
| 14 | Уни               | пгт, административный центр | ↘3711     |
| 15 | Урай              | деревня                     | 6         |